# Zburători de noapte
Povestirea „Zburătorii nopții” a fost ecranizată de Vista Films, în regia lui Robert Collector, cu un scenariu de Robert Jaffe. Filmul Nightflyers a fost lansat pe 23 octombrie 1987, avându-i în distribuție pe Catherine Mary Stewart, Michael Praed și John Standing. Majoritatea numelor au fost schimbate, iar unele personaje și direcția în care curge acțiunea sunt diferite de cele din nuvelă.
În 1988, International Video Entertainment a lansat versiunea pe casetă video și, până acum (2012), filmul nu a apărut pe DVD.

## Distribuție
- Catherine Mary Stewart - Miranda Dorlac
- Michael Praed - Royd Eris
- John Standing - Michael D'Brannin
- Lisa Blount - Audrey
- Glenn Withrow - Keelor
- James Avery - Darryl
- Annabel Brooks - Eliza
- Michael Des Barres - Jon Winderman